# Josep Pérez
Josep Pérez Tomàs (Llíria, 11 maggio 1994) è un cestista spagnolo.

## Palmarès
- Campionato spagnolo: 1

Barcellona: 2011-12
- Liga catalana: 1

Barcellona: 2011